# David Nicolle
David Nicolle (* 4. dubna 1944 Londýn) je britský historik specializující se na vojenské dějiny středověku a Středního východu.
Pracoval pro arabskou BBC a přednášel na Yarmouk University v Jordánsku. V současnosti žije ve Velké Británii. Je autorem několika desítek publikací věnovaných především vojenské historii. Velká část z nich vyšla v nakladatelství Osprey a byly přeloženy do mnoha světových jazyků.

## Výběrová bibliografie
- Seznam děl v Souborném katalogu ČR, jejichž autorem nebo tématem je David Nicolle
- Attila and the nomad hordes : warfare on the Eurasian steppes 4th-12th centuries. London : Osprey, 1990. 64 s. ISBN 0-85045-996-6.
- French medieval armies 1000-1300. London : Osprey, 1991. 47 s. ISBN 1-85532-127-0.
- Fornovo 1495 : France's bloody fighting retreat. London : Osprey Military, 1996. 96 s. ISBN 1-85532-522-5.
- Lake Peipus 1242 : battle of the ice. London : Osprey Military, 1996. 96 s. ISBN 1-85532-553-5.
- Granada 1492 : the twilight of Moorish Spain. London : Osprey, 1998. 96 s. ISBN 1-85532-740-6.
- Nicopolis 1396 : the last crusade. London : Osprey, 1999. 96 s. ISBN 1-85532-918-2.
- Crécy 1346 : triumph of the longbow. London : Osprey, 2000. 96 s. ISBN 1-85532-966-2. (česky Kreščak 1346 : triumf dlouhého luku. Praha : Grada, 2007. 96 s. ISBN 978-80-247-1889-7.)
- Constantinople 1453 : the end of Byzantium. Oxford : Osprey, 2000. 96 s. ISBN 1-84176-091-9. (česky Konstantinopol 1453 : konec byzantské říše. Praha : Grada, 2009. ISBN 978-80-247-2881-0.)
- Orléans 1429. Oxford : Osprey, 2001. 96 s. ISBN 1-84176-232-6.
- Kalka River 1223 : Genghiz Khan's Mongols invade Russia. Oxford : Osprey, 2001. 96 s. ISBN 1-84176-233-4.
- The first crusade 1096-99 : conquest of the Holy Land. Oxford : Osprey, 2003. 96 s. ISBN 1-84176-515-5. (česky První křížová výprava 1096–99 : dobytí Svaté země. Praha : Grada, 2007. 96 s. ISBN 978-80-247-1896-5.)
- Medieval Siege Weapons (2): Byzantium, the Islamic World & India AD 476-1526. Oxford : Osprey, 2003. 48 s. ISBN 1-84176-459-0. (česky Středověké obléhací zbraně : Byzanc, islámský svět a Indie 476 - 1526. Praha : Grada, 2008. 48 s. ISBN 978-80-247-2419-5.)
- Crusader castles in the Holy Land, 1097-1192. Oxford ; Osceola, WI : Osprey, 2004. 64 s. ISBN 1-84176-715-8. (česky Křižácké hrady ve Svaté zemi 1097–1192. Praha : Grada, 2007. 64 s. ISBN 978-80-247-1891-0).
- Acre 1291 : bloody sunset of the Crusader states. Oxford : Osprey, 2005. 96 s. ISBN 1-84176-862-6. (česky Pád Akkonu 1291 : krvavý zánik křižáckých států. Praha : Grada, 2010. 96 s. ISBN 978-80-247-3414-9.)
- Crusader castles in the Holy Land, 1192-1302. Oxford : Osprey, 2005. 64 s. ISBN 1-84176-827-8. (česky Křižácké hrady ve Svaté zemi 1192–1302. Praha : Grada, 2009. 64 s. ISBN 978-80-247-2874-2.)
- The Third Crusade 1191 : Richard the Lionheart, Saladin and the struggle for Jerusalem. Oxford : Osprey, 2006. 96 s. ISBN 1-84176-868-5. (česky Třetí křížová výprava 1191 : Richard Lví srdce, Saladin a zápas o Jeruzalém. Praha : Grada, 2008. 96 s. ISBN 978-80-247-2382-2.)
- Teutonic knight : 1190-1561. Oxford : Osprey, 2007. 64 s. ISBN 978-1-84603-075-8. (česky Řád německých rytířů : 1190-1561. Brno : Computer Press, 2009. 62 s. ISBN 978-80-251-2581-6.)
- Poitiers AD 732 : Charles Martel turns the Islamic tide. Oxford : Osprey, 2008. 96 s. ISBN 978-1-84603-230-1.
- The Second Crusade 1148 : disaster outside Damascus. Oxford : Osprey, 2009. 96 s. ISBN 978-1-84603-354-4. (česky Druhá křížová výprava 1148 : pohroma před branami Damašku. Praha : Grada, 2010. 96 s. ISBN 978-80-247-3413-2.)